# Amicula
Amicula is een geslacht van keverslakken uit de familie van de Mopaliidae.

## Soorten
- Amicula amiculata (Pallas, 1787)
- Amicula gurjanovae Jakovleva, 1952
- Amicula vestita (Broderip & G.B. Sowerby I, 1829)